# Istoria jocurilor
Oamenii au început să se joace jocuri încă din antichitate conform dovezilor arheologice. Jocurile sunt parte integrală al tuturor culturilor, fiind și cele mai vechi forme de interacțiune socială dintre oameni. Jocurile sunt expresii formalizate ale oamenilor pentru a-și pune în joc imaginația, abilitățile fizice sau  capacitatea intelectuală. Trăsăturile comune ale jocurilor includ câștigul, funcționarea după un set de reguli, competiția, separarea spațiului de timp, fictionalizarea, elementele șanselor, obiectivele prescrise și plăcerea personală.    
Jocurile captează ideile lumii asupra culturilor acestora și le transmit mai departe generațiilor viitoare. Jocurile sunt considerate evenimente sociale și culturale importante, că instrumente de învățare și semne ale statutului social.  În rândul elitelor și familiilor regale, unele jocuri au devenit parte a culturii de curte și erau transmise drept cadouri. 
Alte jocuri au căpătat semnificație religioasă, devenind ritualuri religioase. 
Alte jocuri au fost folosite pentru a-i învață pe oameni învățăminte spirituale și etice, altele că să le dezvolte gândirea strategică și capacitățile militare și diplomatice. 

## Perspectivele istoricilor
În cartea Homo Ludens, publicată în 1938 de către istoricul olandez Johan Huizinga, scrie că jocurile sunt condiție primară pentru fiecare generație în culturile umane. Huizinga declara că jocurile sunt  cele mai vechi forme de interacțiune socială și de manifestare culturală,  practicată chiar și de animale.  Mai scrie că jocurile sunt un  punct de start pentru activitățile complexe ale omului precum limba, dreptul, războiul,filosofia și arta.

## Jocuri pre-moderne

### Jocuri din Orient

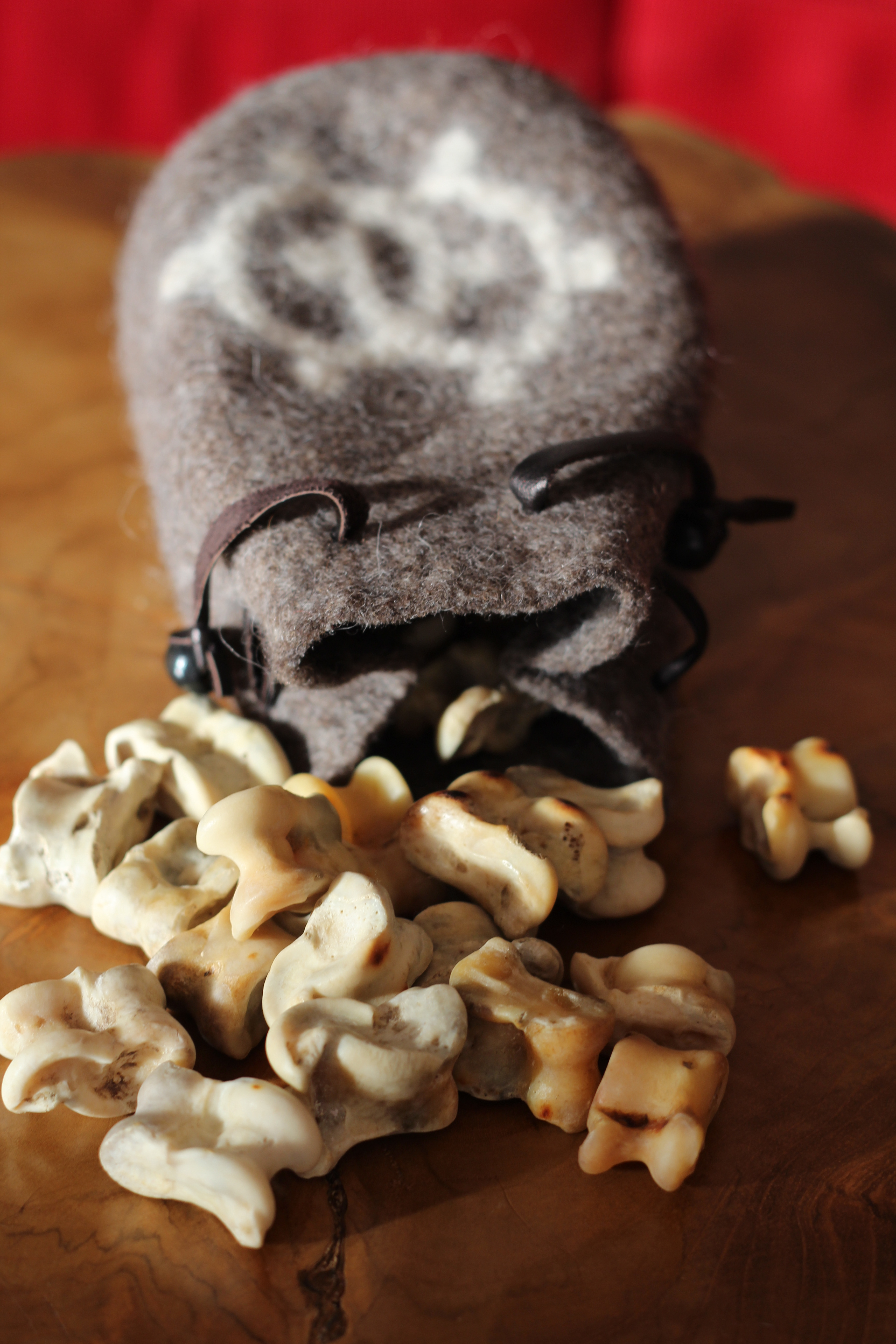
Zaruri improvizate din oase de animale
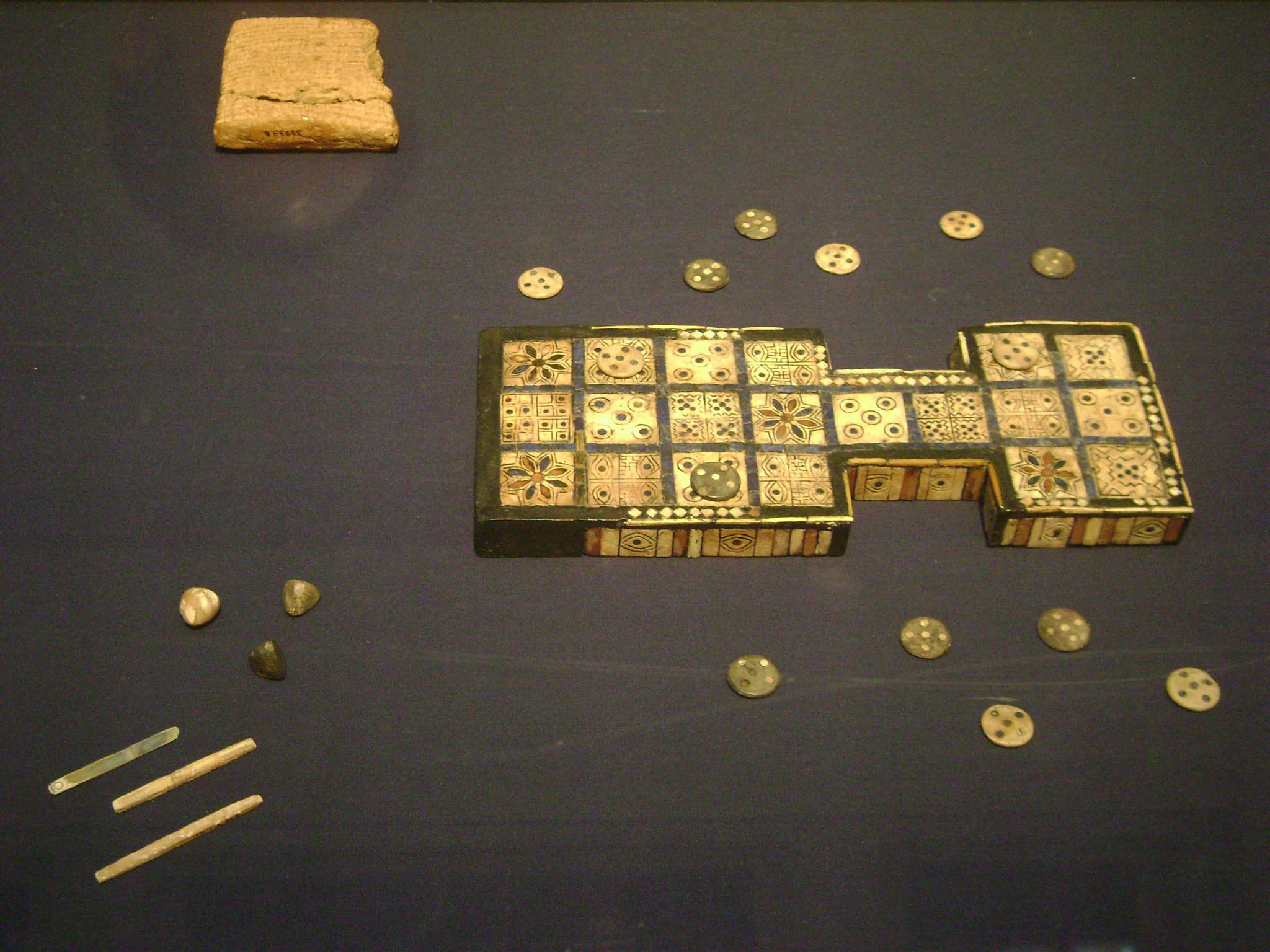
Jocul Regal din Ur,  British Museum
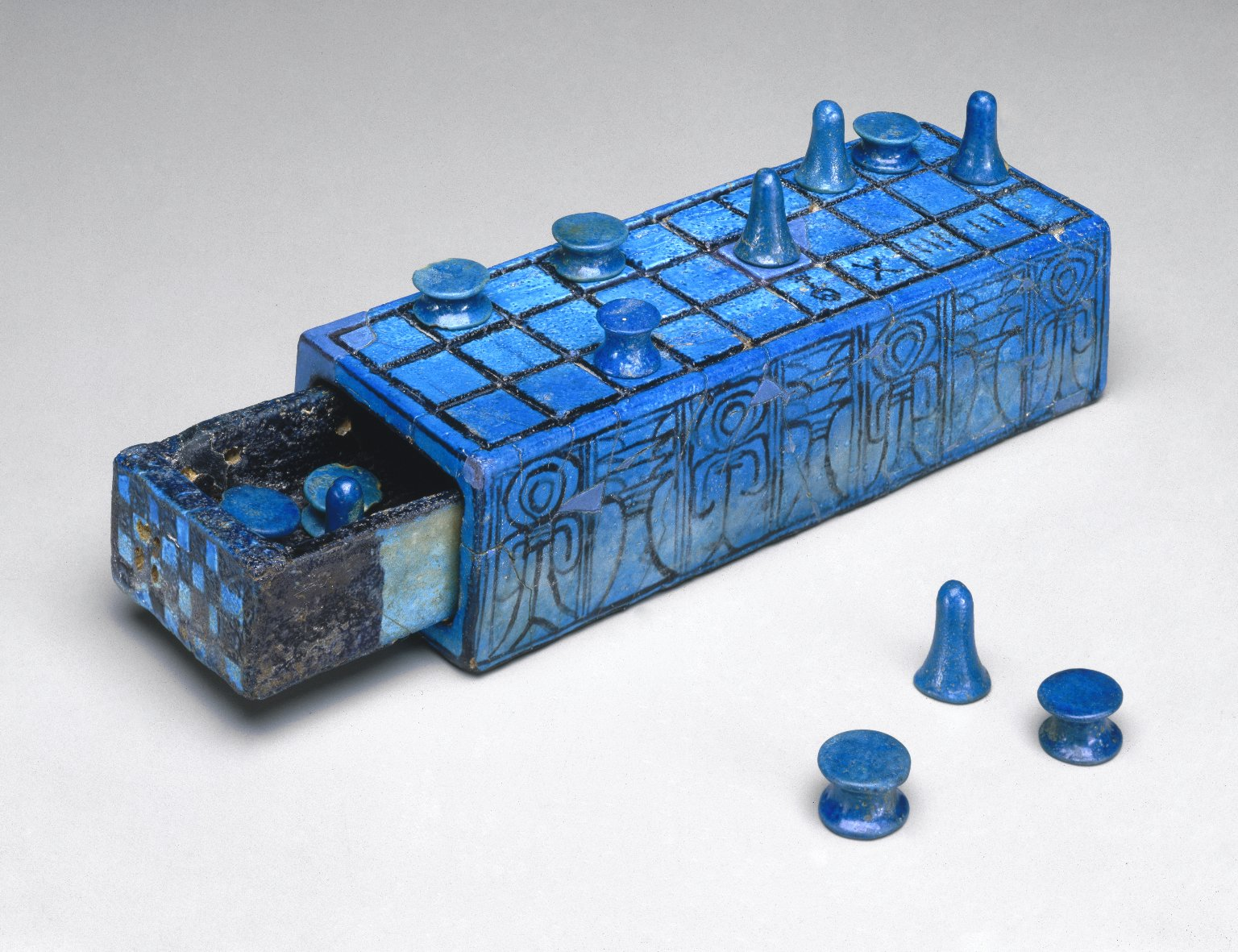
Senet - un exemplar ce apartinea faraonului Amenhotep III  ca. 1390-1353  i.Hr.
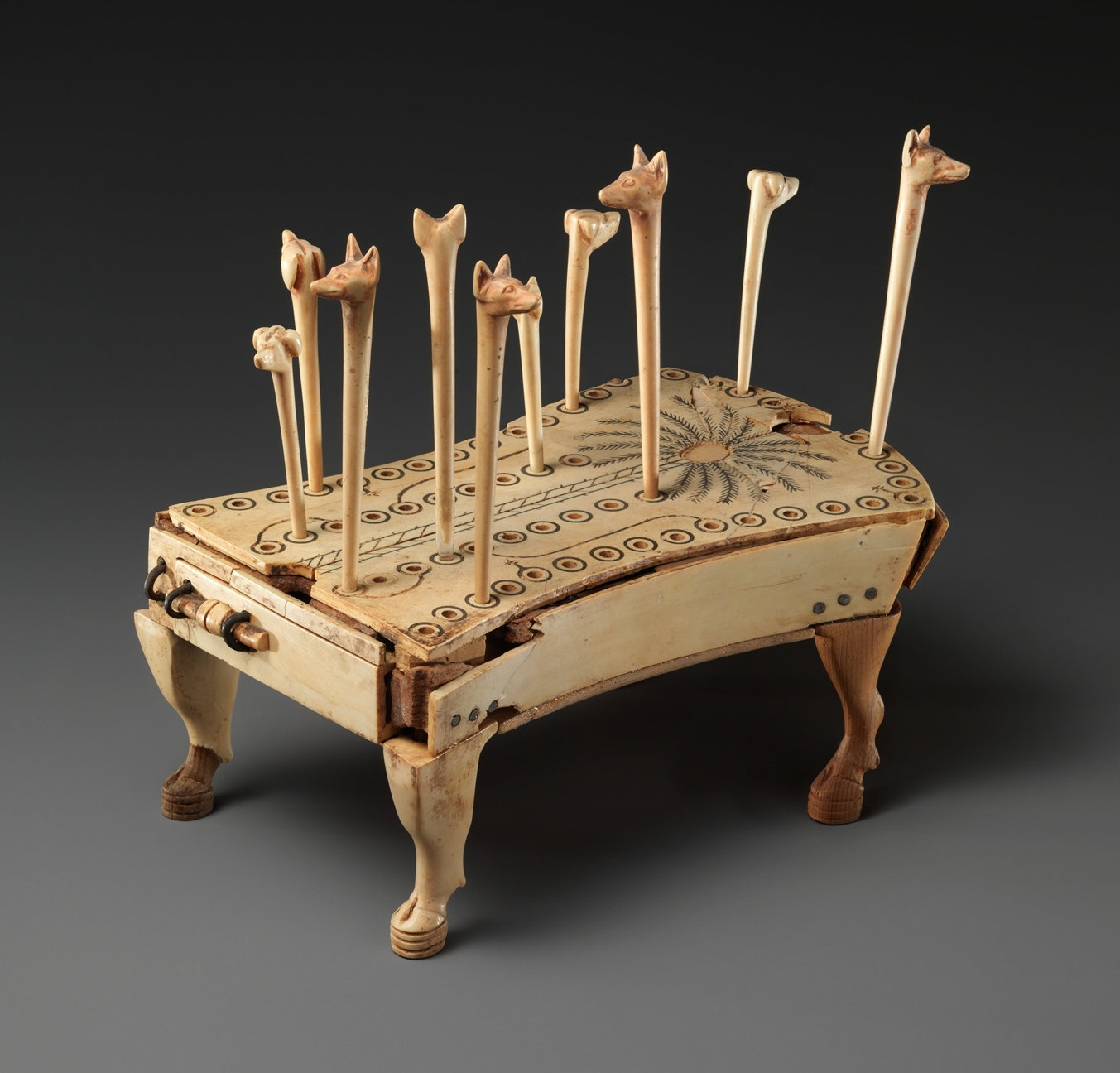
Jocul Lupilor si Sacalilor
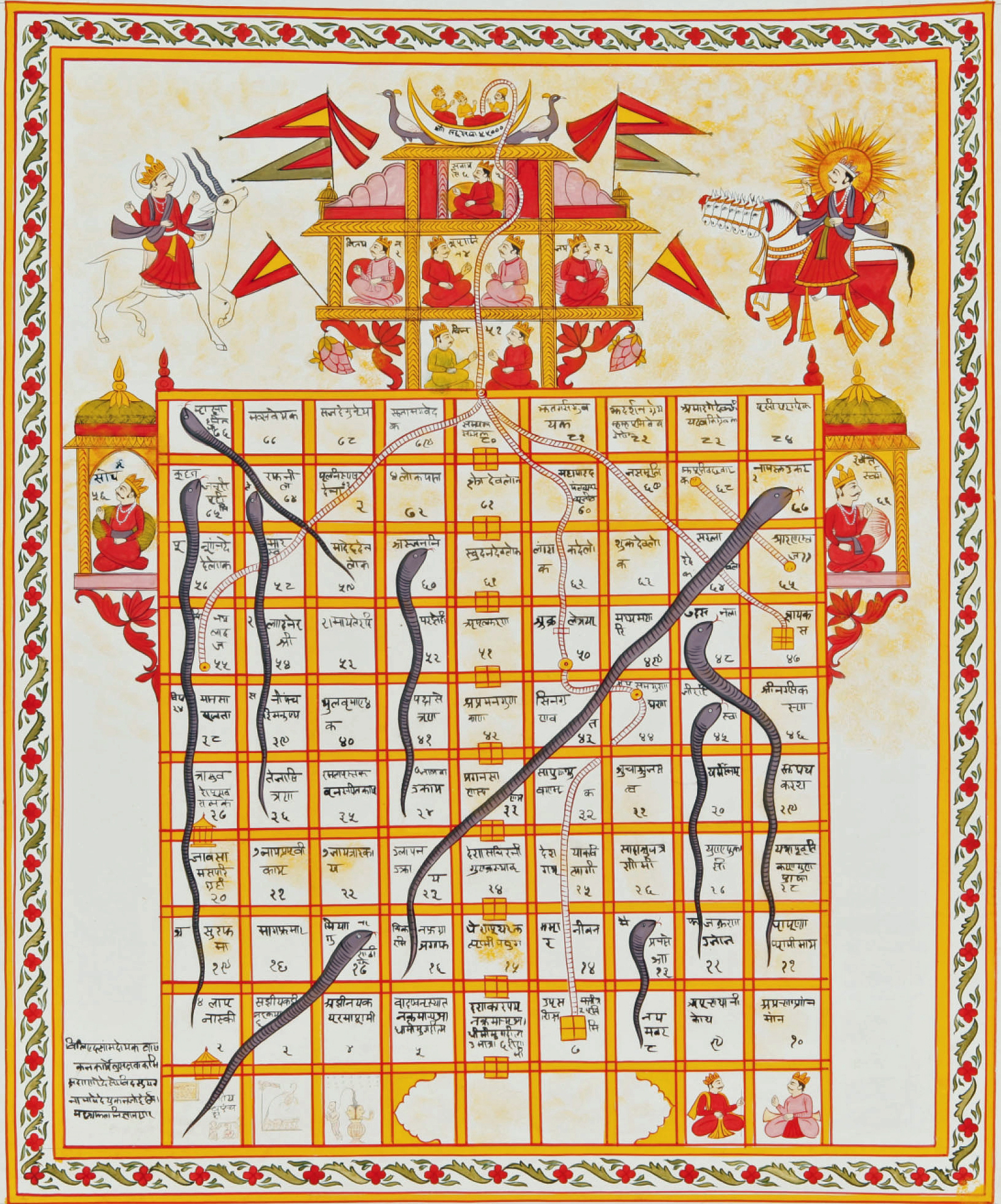
Serpi si Scarite
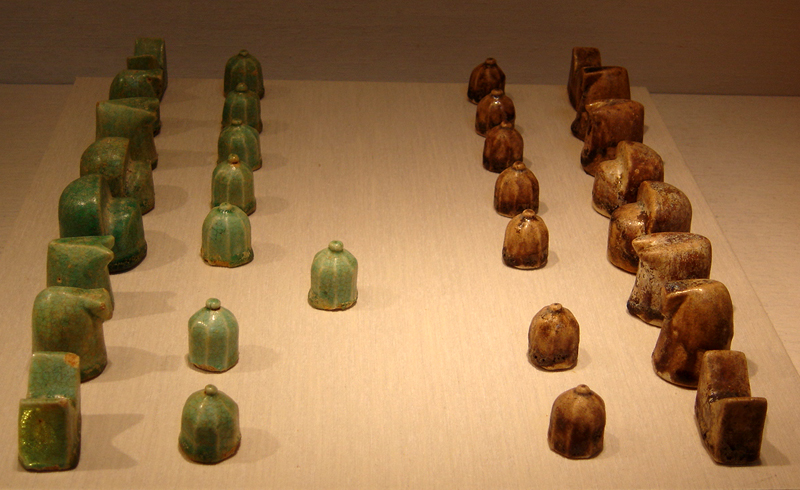
Shatranj
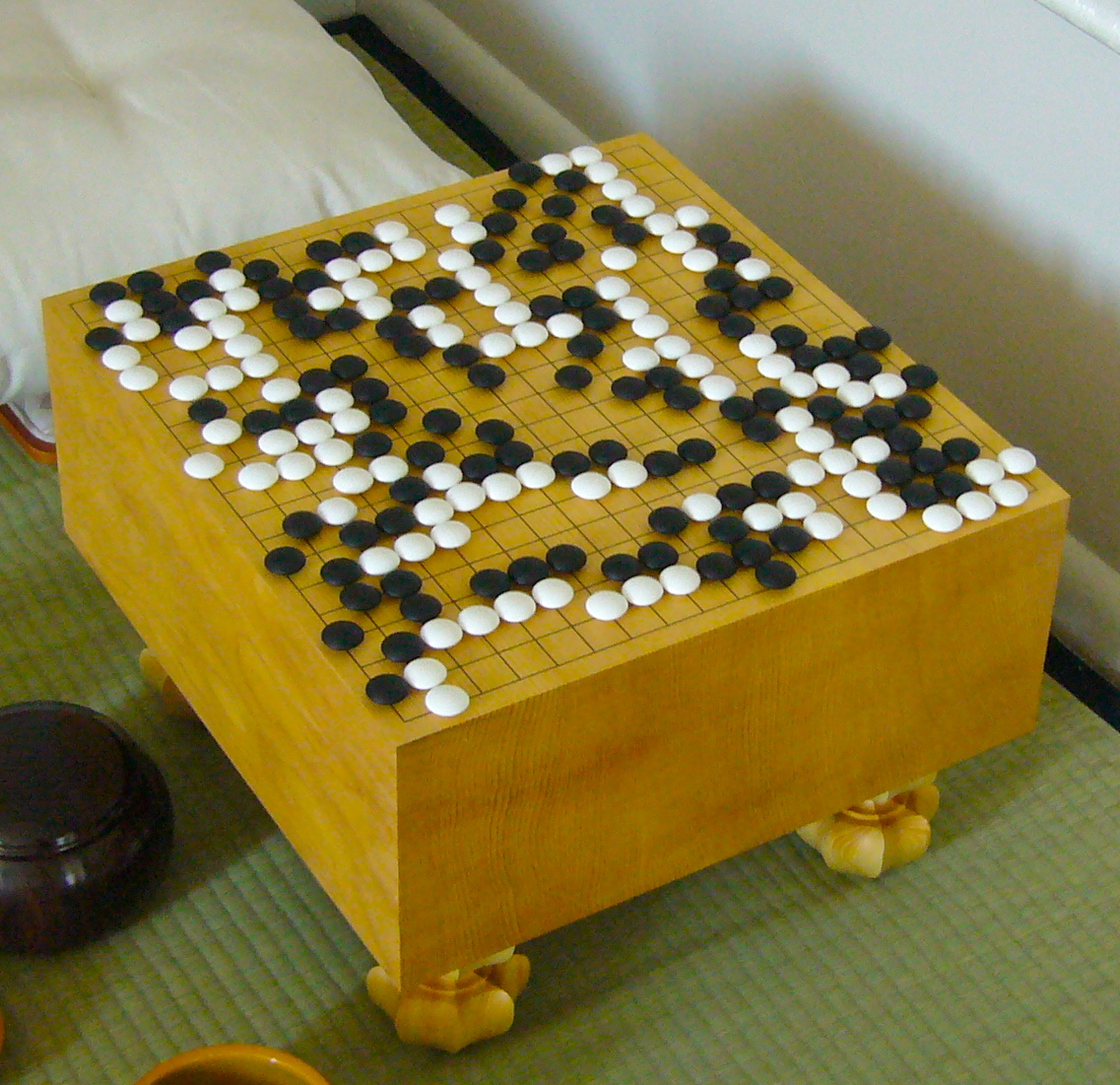
Go
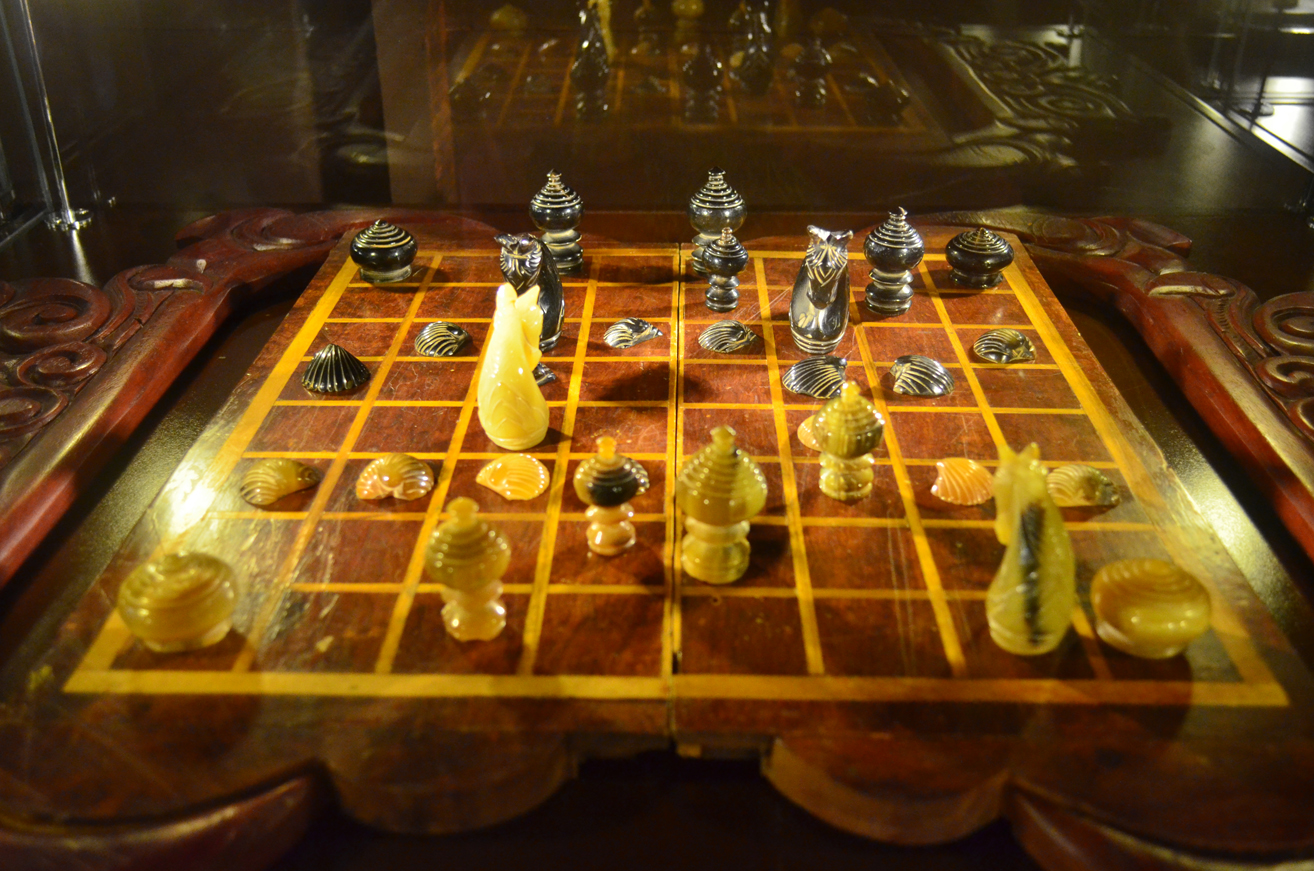
Sah in varianta asiatica
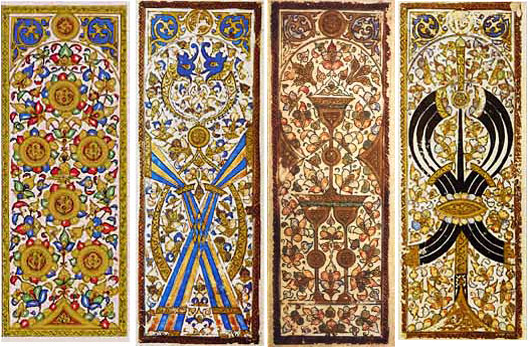
Carti de joc din Egiptul mameluc

Cele mai vechi instrumente de joc au fost  zarurile făcute din oase de animale, în special articulațiile  provenit de la oi. Aveau rol oracular și divin.  
Pe de altă parte, oamenii primitiv foloseau și pietricelele, scoicile și bețele pentru a se juca. Nu era o distincție dintre sacru și profan. 
În cel mai vechi oraș antic, Bashur Hoyuk, din sud-estul Turciei, s-au găsit 49 de pietricele vopsite și tăiate. Arheologii cred că acestea reprezintă piesele unui joc de masă. Piese similare s-au găsit și în Siria și Irak. Aceste jocuri erau jucate de nobili de elită pe care le transmiteau drept cadouri diplomatice altor nobili străini.  
În Ur s-a găsit un joc de masă, cunoscut că Jocul Regal din Ur,    sau Jocul cu cele 12 pătrățele, datat din anul 3000 i.Hr. Era o competiție în care jucătorii aruncau cu zarul.  Acesta a fost jucat și în Egipt.  
În Babilon  s-a găsit o tăbliță de lut care arată semnificația astronomică a jocului prin care învingătorii își aflau destinul. Jocuri de masă similare s-au găsit în Iran, Creta, Cipru, Sri Lanka și Siria.  În Iran, la Shahr-e Sukhteh s-a găsit uin joc de masă ce includea două zaruri și 60 de table. Romanii și bizantinii s-au inspirat după acest joc, creând jocuri ca "Ludus Duodecim Scriptorium" (jocul celor 12 puncte) și Tabula. 
În Egipt s-au găsit numeroase exemplare ale jocului de masă Senet în morminte.   Cel mai vechi exemplar datează din anul 3500 i.Hr.  Jocul se juca pe o tablă împărțită în 30 de pătrățele aranjate într-un dreptunghi cu latura mare de 10 pătrățele și cea mică de 3 pătrățele. Regulile s-au pierdut, însă este de știut că jucătorii trebuiau să mute un set de pioni pe tablă, iar mișcarea era determinată de aruncarea a două bețe plate sau zaruri din oase. Pătrățelele de pe tablă erau goale, exceptând cele cu numerele 26 și 29, conțînând simboluri pentru bunătate, apă, unul pentru numărul 3 și unul pentru numărul 2. Scopul era că primul jucător să ajungă cu pionii la capătul primei table.  
Din perioada Noului Regat Egiptean, în jurul anului 1550 i.Hr, jocul a căpătat un caracter de simbolism religios, reprezentând călătoria sufletului decedatului în lumea de după moarte.  
Tot în Egipt mai era popular jocul de masă  "Lupii și Șacalii", având 58 de găuri, răspândit și în Mesopotamia, fiind găsite 68 de exemplare din Siria și Istarl; până în Iran și Azerbaijan. Că și Senet, jocul necesită doi jucători, fiecare având un set de 29 de găuri. Pentru joacă au fost folosite zece pivote mici cu șacal sau cap de câine. Se crede că scopul jocului era să înceapă la un punct de pe tablă și să ajungă cu toate figurile din celălalt punct de pe tablă.  Exista o legenda egipteana  care spune ca  zeita cerului, Nut,  a apelat la ajutorul zeului  Thot,  pentru ca zeul Soareui, Ra, i-a  interzis  pe tot parcursul anului  sa se culce cu zeul pamantului, Geb.  Ra avea  control asupra a 360 de zile. Asa ca Toth  a jucat senet cu Luna. Miza jocului era timpul. Thot a castigat partida si a primit 5 zile  suplimentare. Aceste zile au fost create de Thot  , deci puteau fi folosite așa cum voia . Nut  a putut sa se culce pe ascuns in acele zile cu Geb si sa  nască fără să încalce porunca lui Ra. In acest timp Nut a putut naste cei cinci copii ai sai: Osiris, Isis, Seth, Nepthis si Horus cel batran. Cele 5 zile erau considarate imprevizibile. 
În Persia, după cucerirea musulmană din anii 638-651, un nou joc s-a răspândit în lumea orientală - Shatranj,   o formă veche a Șahului modern  de azi.  Înainte, piesele reprezentau elefanți, cai, regi și soldați. Partida era între doi jucători, și scopul jocului era acela de a elimina piesele adversarului și de a înconjura regele din toate părțile rezultând "Șah-Mat".   Dar după venirea musulmanilor la putere care militau împotriva cultului imaginii, piesele de șah erau simple forme cilindrice și dreptunghiulare.   A devenit popular în perioada Califatului Abbasid în secolul al XI-lea, califii că Harun al-Rashid și Al-Ma'mun fiind  împătimiți după cest joc.  Școlile musulmane le-au declarat interzise, fiind un păcat să joci jocuri de masă.  
Sub domnia cuceritorului turco-mongol Timur  (1336–1405), s-a dezvoltat o nouă variantă de șah  atribuit acestuia .   

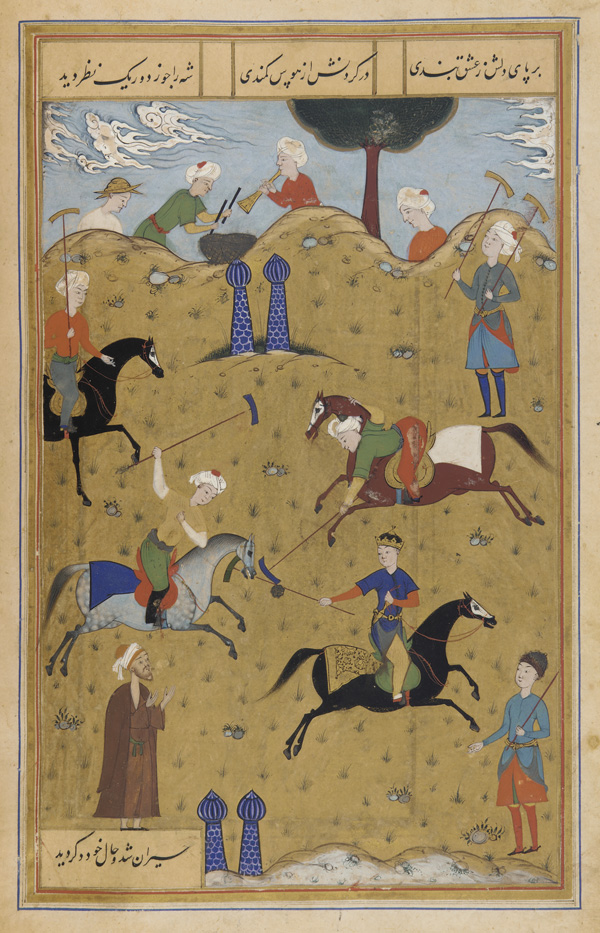
Jocul Polo

În Persia sassanida s-a inventat jocul Polo, în care un grup de jucători călare pe cai trebuie să lovească o minge.   S-a transmis în Imperiul Bizantin, însuși împăratul Theodosius al II-lea construind un stadion de polo în interiorul Marelui Palat al Constantinopolului. 

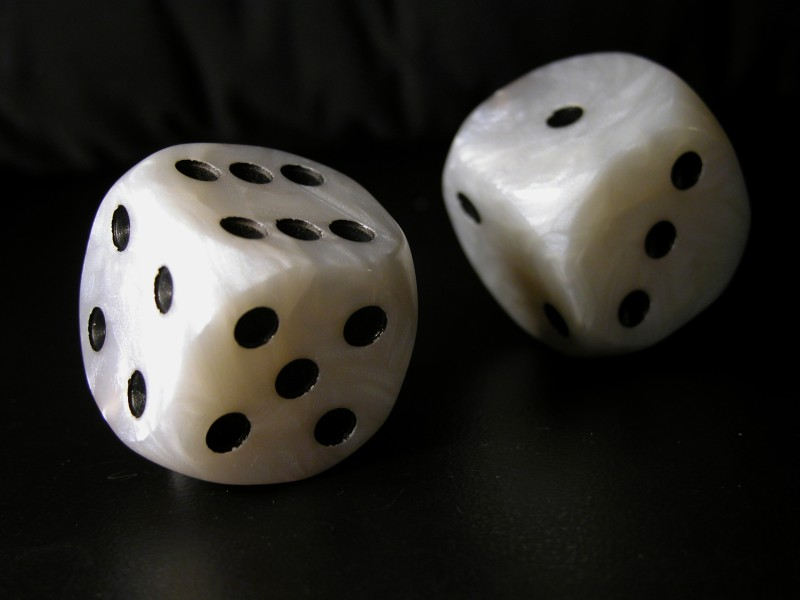
Zaruri

Cărțile de joc, importate din Asia și  India, erau populare în  Egiptul condus de Mameluci, înfățișând regi.  
În India s-au dezvoltat varietăți de jocuri, de la zarurile cubice și alungite provenite din civilizația Indusului, până la  jocurile cu table de 8-10 rânduri - Ashtapada și Dasapana sau jocurile cu bile. 
Călugării budiști interziceau jocurile.    
Un joc popular a fost Chaturanga, un precursor al Șahului, apărut în subcontinentul indian și Asia Centrală în perioada secolelor I-VI sub dinastiile Kushan și Gupta.  
Ashtapada era o tablă cu 64 de pătrățele, împărțite în patru părți, fiind simbolice pentru cele patru ramuri ale unei armate. Piesele ce reprezentau elefanți, care trase de cai, călăreți și soldați alcătuiau adevărate armate indiene antice, iar jucătorii concepeau strategii de război.  
Un alt joc popular din India a fost "Șerpi și Scărițe", cunoscut că  Vaikuntapaali,  care putea fi jucatr de doi sau mai mulți jucători. Se juca pe o placă cu pătrățele numerotate, șlefuite, iar  pe fiecare tablă erau prezentate o serie de scări și șerpi, fiecare conenctand două pătrățele. Obiectivul jocului era acela de a naviga pe placă, de la pătratul de jos până la pătratul de sus,prin urcarea scărilor, dar  jucătorul se putea împiedică de șerpi. 
Jocul este considerat a fi unul de noroc, bazându-se pe simbolismul  hazardului universului, fiind popular și în rândul copiilor mici. Jocul simbolizează apoi viața , complicată de virtuți (scări) și vicii (șerpi). 

În China antică, cel mai extins joc de masă a fost Liubo, apărut la mijlocul secolului I i.Hr. Regulile jocului s-au pierdut, dar era aparent un joc de curse, piesele de joc fiind mutate în jurul unui tablou folosind bastoane aruncate pentru a determina mișcarea.
Go     a apărut în secolul al IV-lea i.Hr., fiind considerat unul din cele patru arte cultivate pentru chinezii ce doreau să devină erudiți:   caligrafia, pictură și cântatul la guqin.  Go a fost adus și în Coreea în secolul II i.Hr. 
Cărțile de joc s-au inventat tot în  China datorită inventării hârtiei, încă din secolul al IX-lea sub dinastia Tang.  
Chinezi de rând se jucau și cu piese de domino improvizate din piese de faianță, foloseau zaruri sau plăci osoare la jocurile de noroc și practicau sporturi cu mingea, precum Cuju, sau Chuiwan, precursorul golfului modern.  
Popularul joc cu piese  Mahjong a apărut în China secolului XIX, sub dinastia Qing.  Acesta poate fi jucat de patru jucători. Mahjong presupune un set de 144 de piese cu caractere și simboluri chinezești.  Fiecare jucător primește 13 piese. Scopul e să le elimine fiecărui adversar piesele.  

### Jocuri din Europa

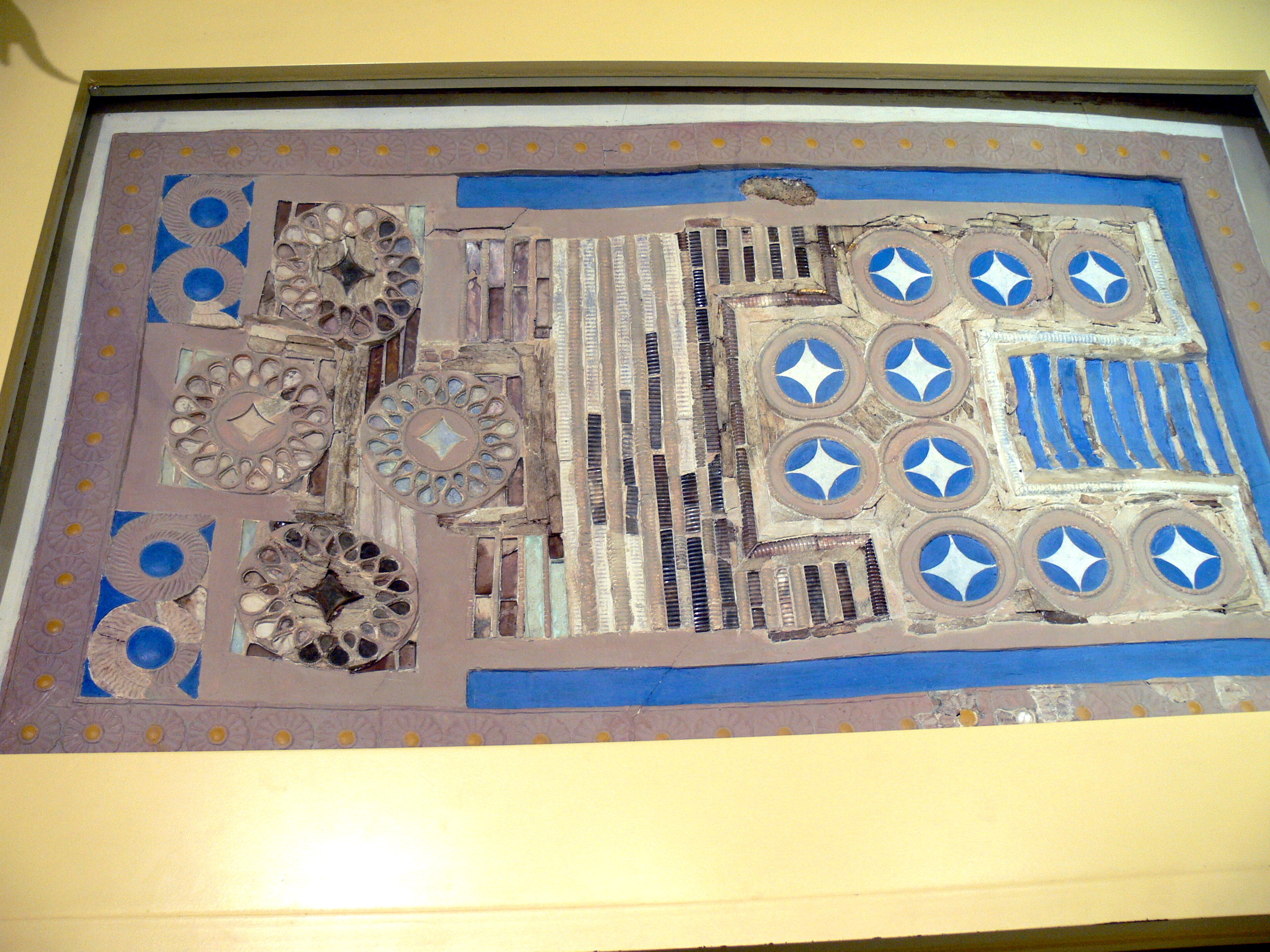
Tabla de joc din Knossos
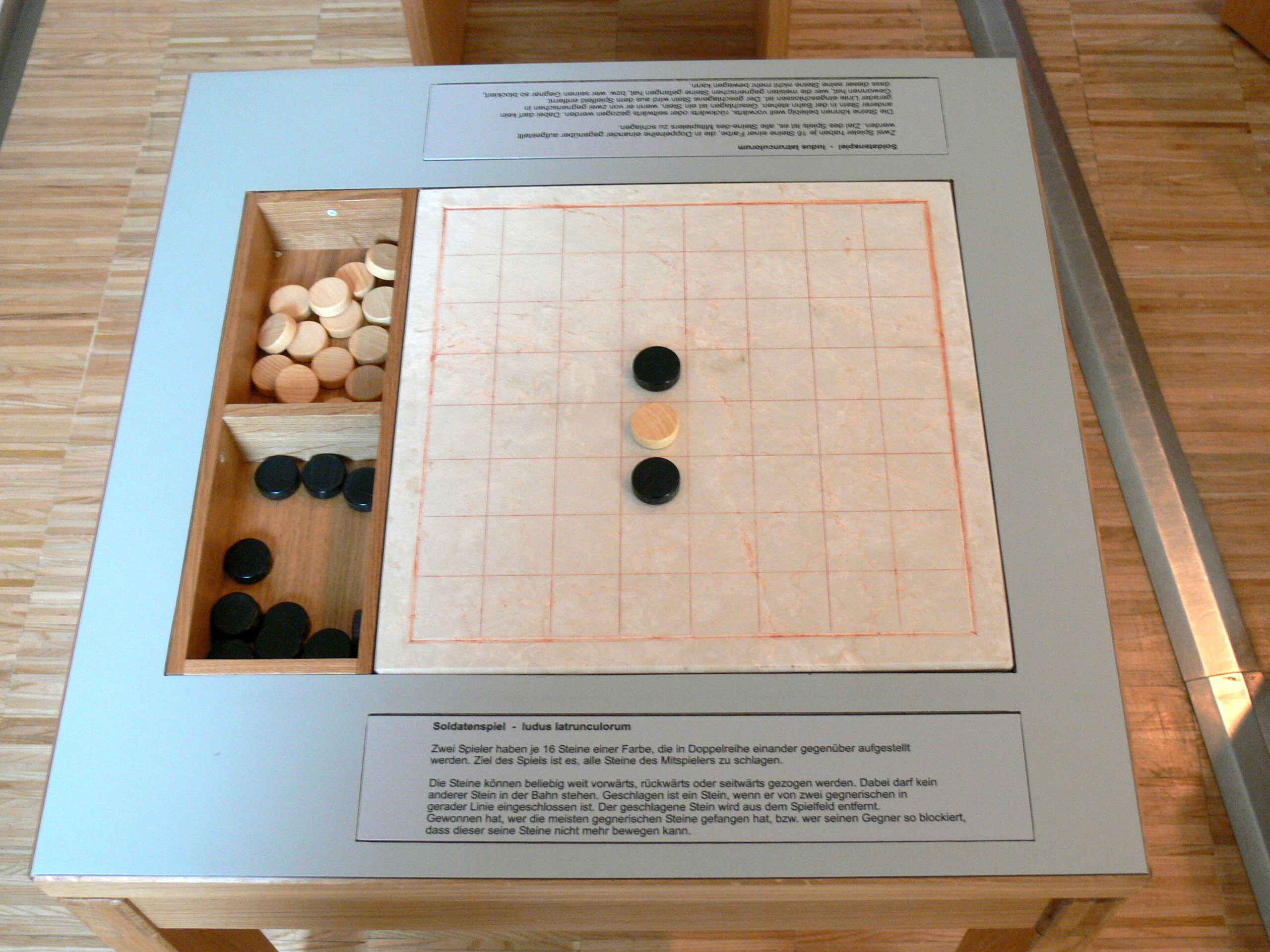
Ludus latrunculorum -  joc de masa  din Roma antica
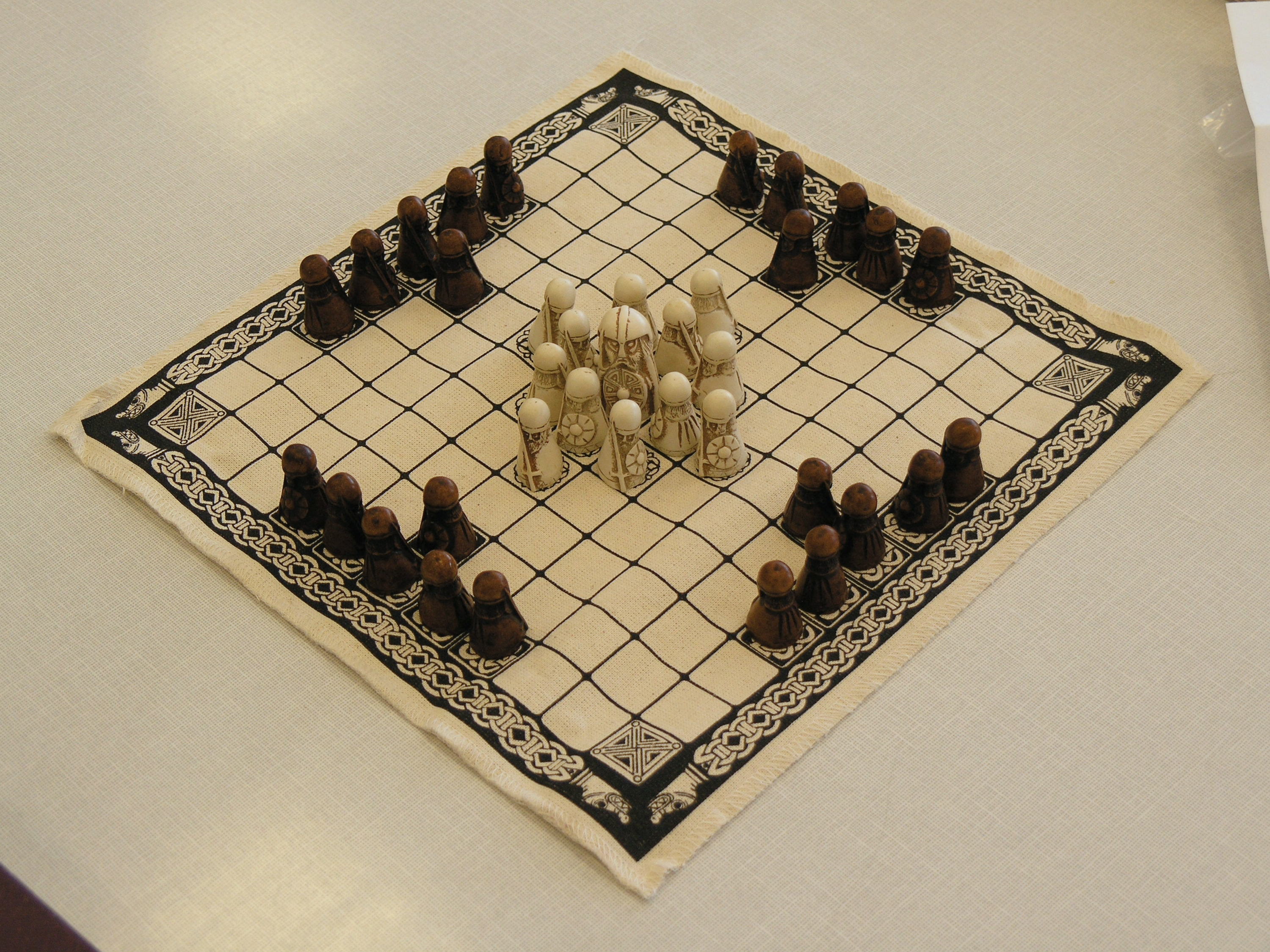
Tafl- varianta vikinga
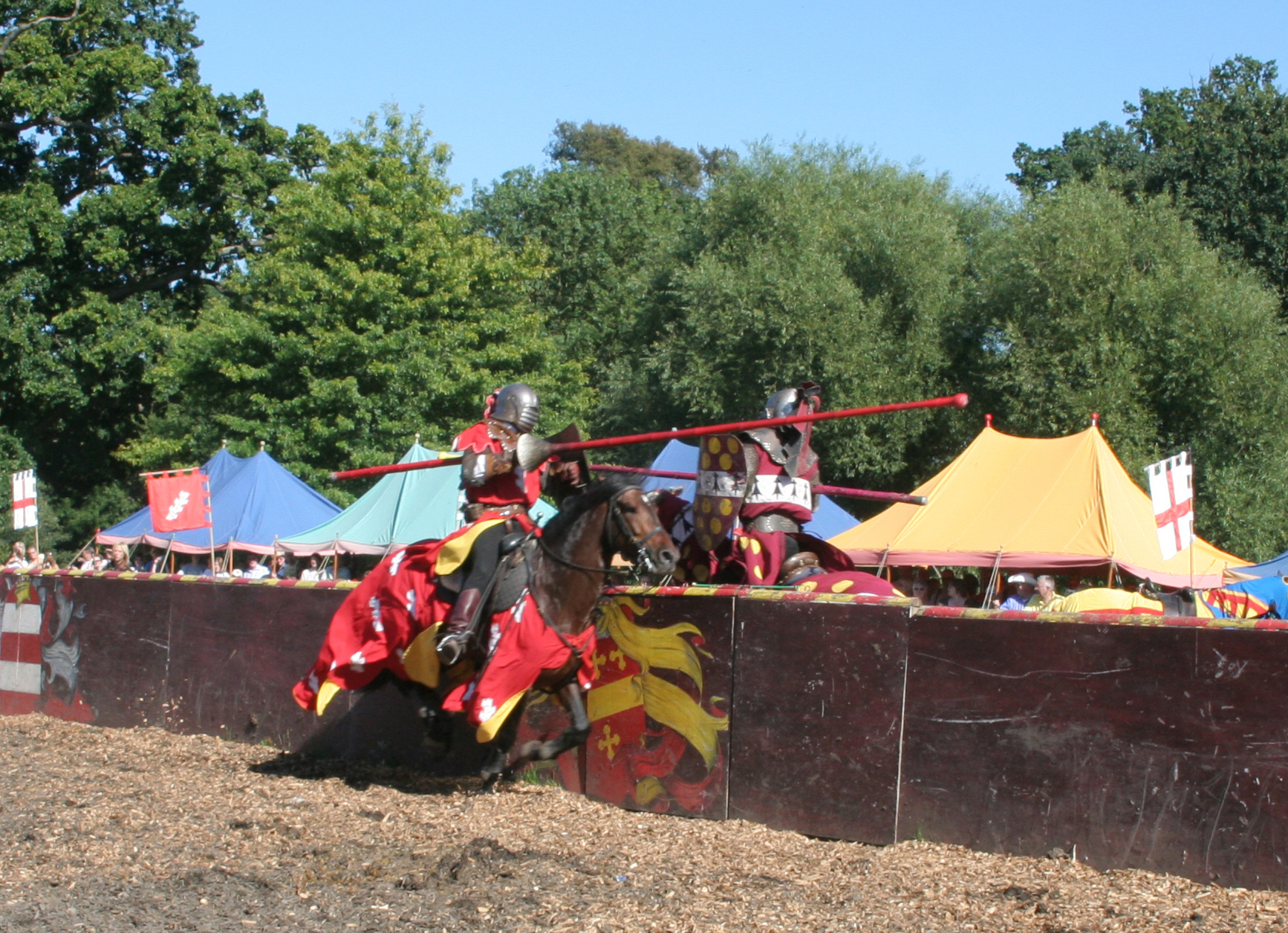
Turnir medieval
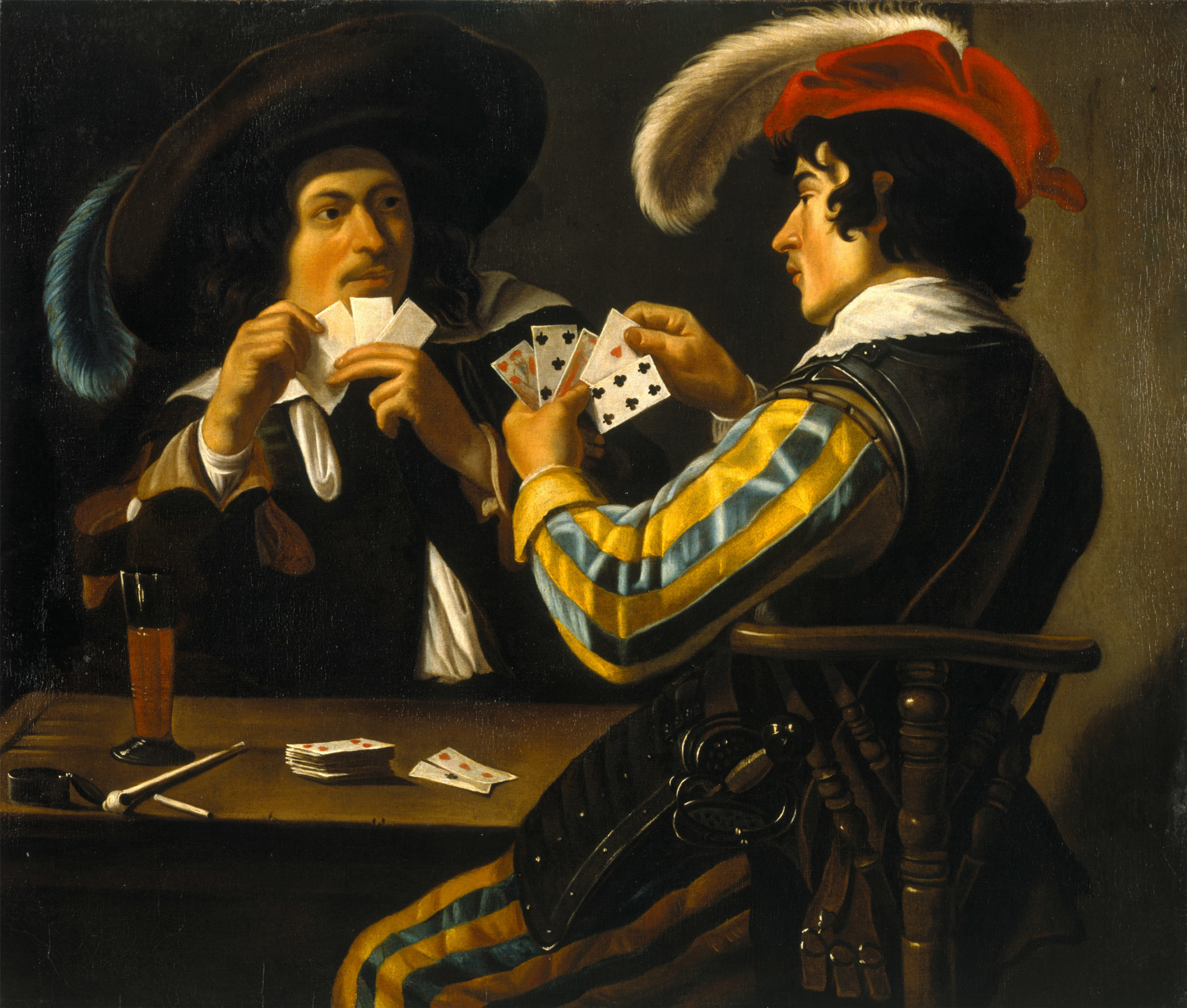
Pictura de Theodoor Rombouts -Jucatori de carti -secolul XVII

În Grecia Antică și în Imperiul Roman, jocurile populare includeau jocuri cu minge (Episkyros, Harpastum, Expulsim Ludere - un fel de handbal), jocuri cu zaruri (Tesserae), Tic-tac-toe (Terni Lapilli), și diverse tipuri de jocuri de masă similare cu dame. Atât Platon, cât și Homer menționează jocurile de masă numite „petteia” (jocuri jucate cu pessoi ”, adică„ piese ”sau„ bărbați ”). Potrivit lui Platon, toate sunt de origine egipteană. Numele „petteia” pare a fi un termen generic pentru jocul de masă și se referă la diverse jocuri. Un astfel de joc a fost numit „poleis” (statele orașului) și a fost un joc de luptă pe o scândură de control. 
Jocurile Olimpice antice au fost atestate documentar pentru prima dată în 776 î.Hr. la Olympia, Grecia și s-au desfășurat până în anul 393, presupunand curse de alergat,  probe de batai si aruncat cu discul si sulita, fiind organizate odata la patru ani. 

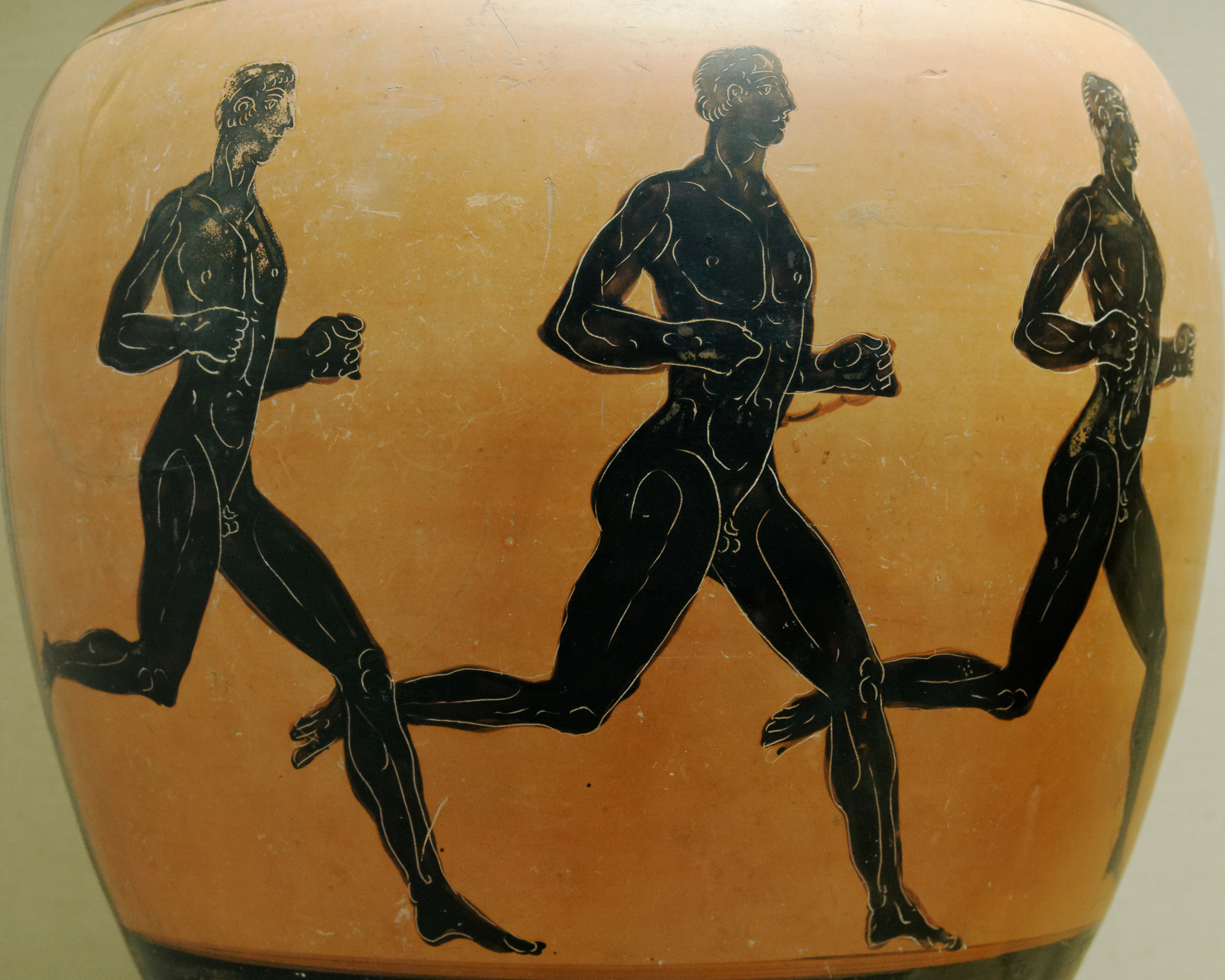
Alergatori pictati pe un vas de ceramica

Romanii jucau o derivare a „petteia” numită „latrunculi” sau Ludus latrunculorum (jocul soldaților sau jocul bandiților). Este menționat pentru prima dată de Varro (116–27 î.e.n.) și la care face referire Martial și Ovidiu. Acest joc a fost extrem de popular și a fost răspândit în întreaga Europă de către romani.   A fost un joc de război pentru doi jucători și a inclus mișcarea în jurul contoarelor reprezentând soldați, obiectul fiind acela de a obține una dintre piesele adversarului între două dintre cele
Tafl era un joc de masă germanic  și celtic  jucat  în mare parte a Europei de Nord de la 400 de ani până la secolul al XII-lea. Deși regulile jocurilor nu au fost niciodată înregistrate în mod explicit, se pare că a fost un joc cu forțe inegale (raport 2: 1), iar scopul unei părți a fost să salveze piesă ce reprezenta  regele, în timp ce obiectivul celeilalte părți era să-l prindă. Tafl a fost răspândit de vikingi în toată Europa de nord, inclusiv Islanda, Marea Britanie, Irlanda și Laponia.  
Șahul a fost introdus în emiratul iberic din Cordoba în 822 în timpul domniei lui Abd ar-Rahman al II-lea 
Jocurile de cărți au sosit pentru prima dată în Italia din  Egipt Mameluc în secolul al XIV-lea .   Cele patru costume întâlnite cel mai des în ziua de azi (picade, inimi, diamante și  ghinde) par să aibă originea în Franța, în jurul anului 1480.  În anii 1440, Italia a înregistrat ascensiunea cărților de tarot, iar acest lucru a dus la dezvoltarea jocurilor de cărți Tarot precum Tarocchini, Königrufen și tarotul francez. Punțile erau, de asemenea, folosite uneori pentru jocurile de cărți.  
Jocurile în aer liber erau foarte populare în timpul sărbătorilor și târgurilor și erau jucate de toate clasele. Multe dintre aceste jocuri sunt predecesorii sporturilor moderne și jocurilor de gazon. Boules, Lawn Billiard (   biliard), Skittles (un strămoș al modernului Bowling cu zece pini), fotbal medieval, Kolven, Stoolball (un strămoș al Cricketului), Jeu de paume (tenis cu  rachetă timpurie),  erau câteva dintre jocurile practicate în Europa pre-industrială.
Cavalerii nobili participau la turniri medievale de calarie.

### Jocuri din Africa

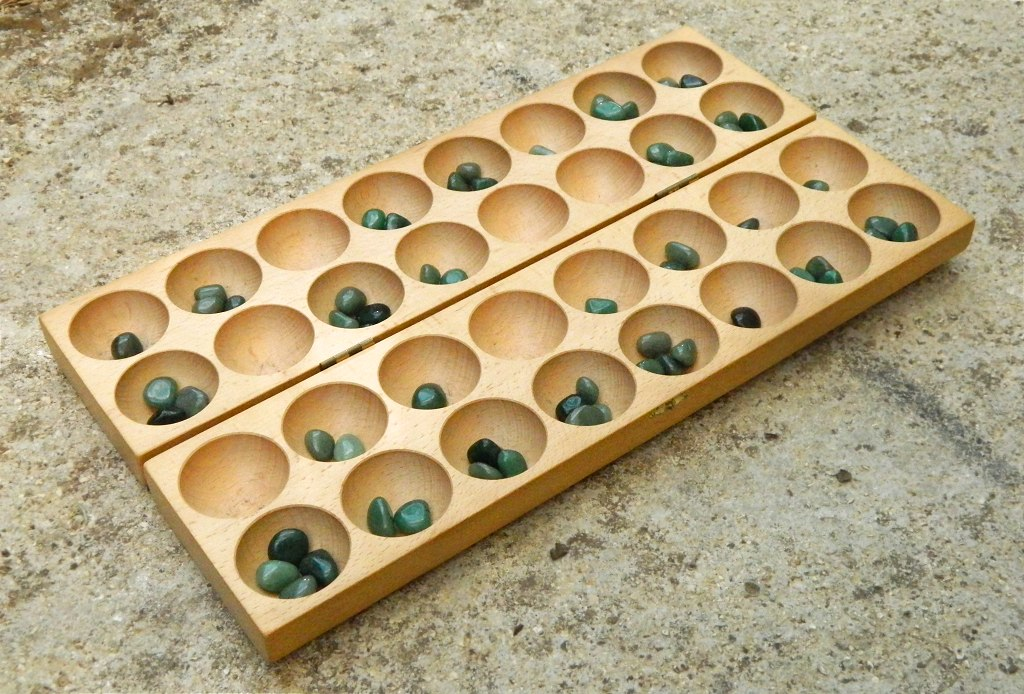
Bao - versiunea europeana a jocului Mancala

Cel mai răspândit dintre jocurile native din Africa este Mancala. Mancala este un set de  jocuri de masă jucate în întreaga lume  . Cuvântul mancala: منقلة provine de la cuvântul arab naqala: نقلة care înseamnă literalmente „a muta”. Cele mai vechi dovezi despre Mancala sunt formate din fragmente de plăci de  ceramică  și mai multe tăieturi de roci găsite în   Etiopia, Matara (acum în Eritrea) și Yeha (tot în Etiopia), care au fost datate de arheologi între secolul VI și VII î.H. . Sunt cunoscute peste 800 de nume de jocuri mancala tradiționale  .   Astăzi, jocul este jucat în toată lumea, cu multe variante distincte reprezentând diferite regiuni ale lumii a treia.

### Jocuri din America pre-columbiana

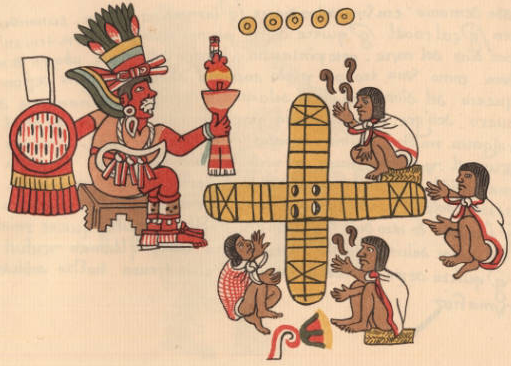
Ilustratie cu jucatori amerindieni ce se joaca Patolli

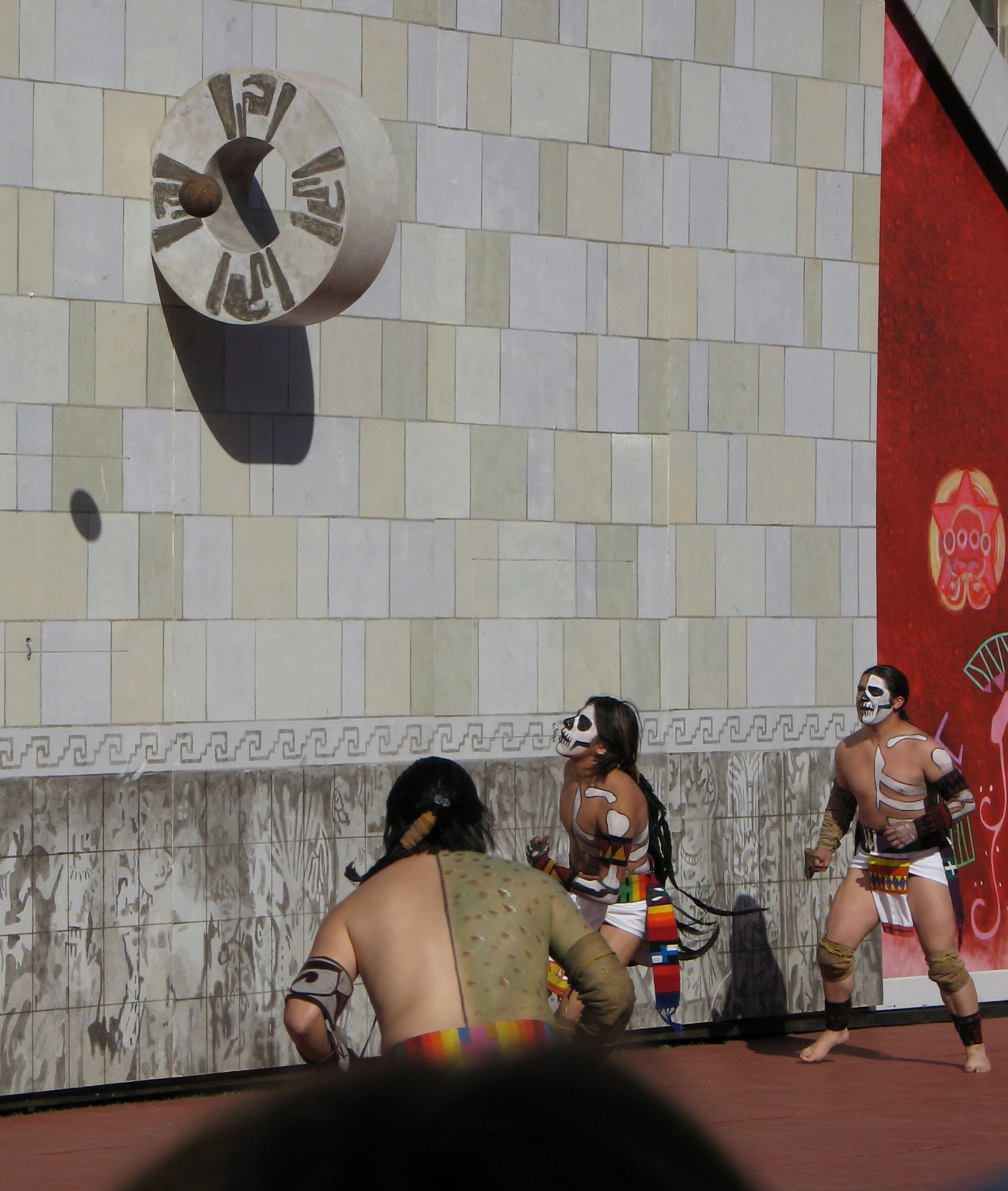
Maiasi jucandu-se jocul cu mingea "Pok ta pok"

Arheologul Barbara Voorhies a afirmat că o serie de găuri pe pardoselile de lut aranjate în formă literii  C în situl arheologic Tlacuachero din statul Chiapas din Mexic ar putea fi tablouri de marcaj pentru jocuri de zar vechi de 5000 de ani. Dacă ar fi așa, această ar fi cea mai veche dovadă arheologică pentru un joc din America. 
Jocurile pentru zaruri erau populare în toată America. Patolli a fost unul dintre cele mai populare jocuri de masă jucate de popoarele mesoamericane precum mayasii, toltecii și aztecii,  fiind  un joc de curse jucat cu fasole sau zaruri pe tablele pătrate și ovale,  având trăsături specifice jocurilor de noroc. Popoarele andine au jucat, de asemenea, un joc cu zaruri, care este numit  Quechua pichca sau pisca.
Unul dintre cele mai vechi jocuri de minge cunoscute din istorie este jocul de minge mezoamerican (Ōllamaliztli în Nahuatl). Ōllamaliztli a fost jucat încă din 1.400 î.Hr. și a avut o importanță religioasă importantă pentru popoarele mezoamericane, precum maya și azteca.  Jocul a evoluat de-a lungul timpului, dar obiectivul principal a fost să mențina  o minge solidă de cauciuc în joc, lovind-o cu diverse părți ale corpului sau rachete de tenis . Jocul putea fi o partidă între doi reprezentanți al regatelor și triburilor aflate în  război și a avut și o funcție religioasă majoră. Jocurile cu bile formale au fost organizate că evenimente rituale,  sfârșit cu  sacrificii umane pentru jucătorii înfrânți, deși a fost jucat și pentru petrecerea timpului liber de către copii și chiar de către femei.
Popoarele indigene din America de Nord au jucat diverse tipuri de jocuri de stickball, care sunt strămoșii Lacrossei moderne. Jocurile tradiționale de stickball erau uneori evenimente majore care puteau dura câteva zile. Au participat până la 100 până la 1.000 de bărbați din sate sau triburi opuse. Jocurile s-au jucat pe câmpii deschise situate între sate, iar obiectivele puteau varia de la 500 de metri la 9,7 km distanță.

## Jocuri moderne

### Sahul modern

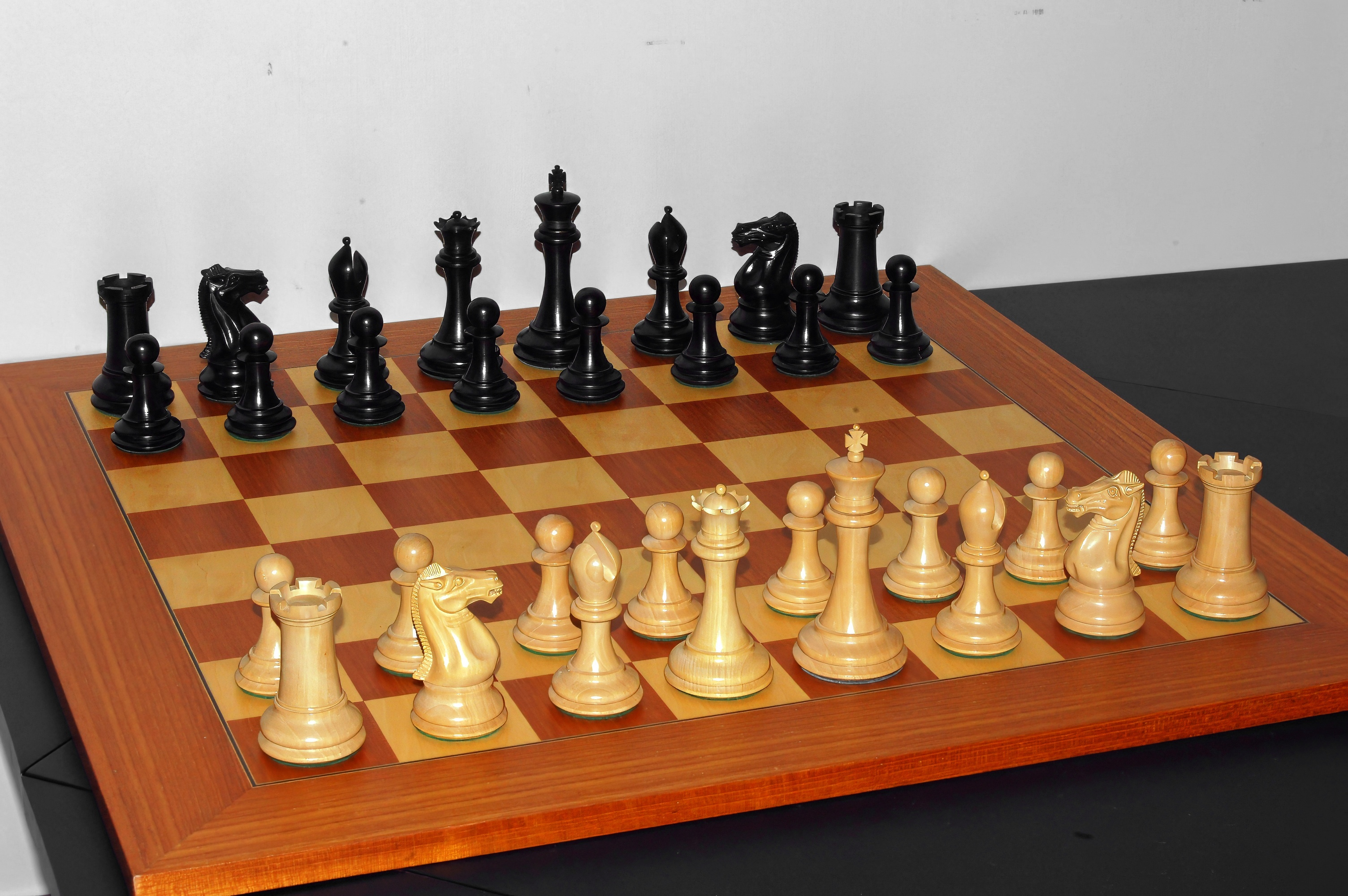
Sah

Normele moderne de șah au început să se contureze în Spania și Italia în secolul al XV-lea, odată cu adoptarea mișcărilor standard ale Reginei și Episcopului (numite inițial „șah Mad Queen”). Scrierile despre teoria șahului au început să apară și în secolul al XV-lea, primul text fiind Repetición de Amores și Arte de Ajedrez ( Repetirea iubirii și arta jocului șahului, 1497) de către biserica spaniolă Luis Ramirez de Lucena. Cărțile de șah ale unor autori precum Ruy López de Segura și Gioachino Greco au devenit studiate pe scară largă. Șahul a fost jocul preferat al lui Voltaire , Rousseau , Benjamin Franklin și Napoleon .  
În 1851, la Londra a avut loc primul turneu internațional de șah câștigat de Adolf Anderssen . La scurt timp a fost adoptat sistemul de cronometrare. Primul Campionat Mondial Oficial de Șah a avut loc în 1886 în Statele Unite  care a fost câștigat de Wilhelm Steinitz . Până în secolul XX, jocul de șah se transformase într-un sport profesionist cu cluburi de șah, publicații, calificări ale jucătorilor și turnee de șah . Federația Mondială Șah (FIDE) a fost fondată în 1924 în Paris .

### Jocuri de masa

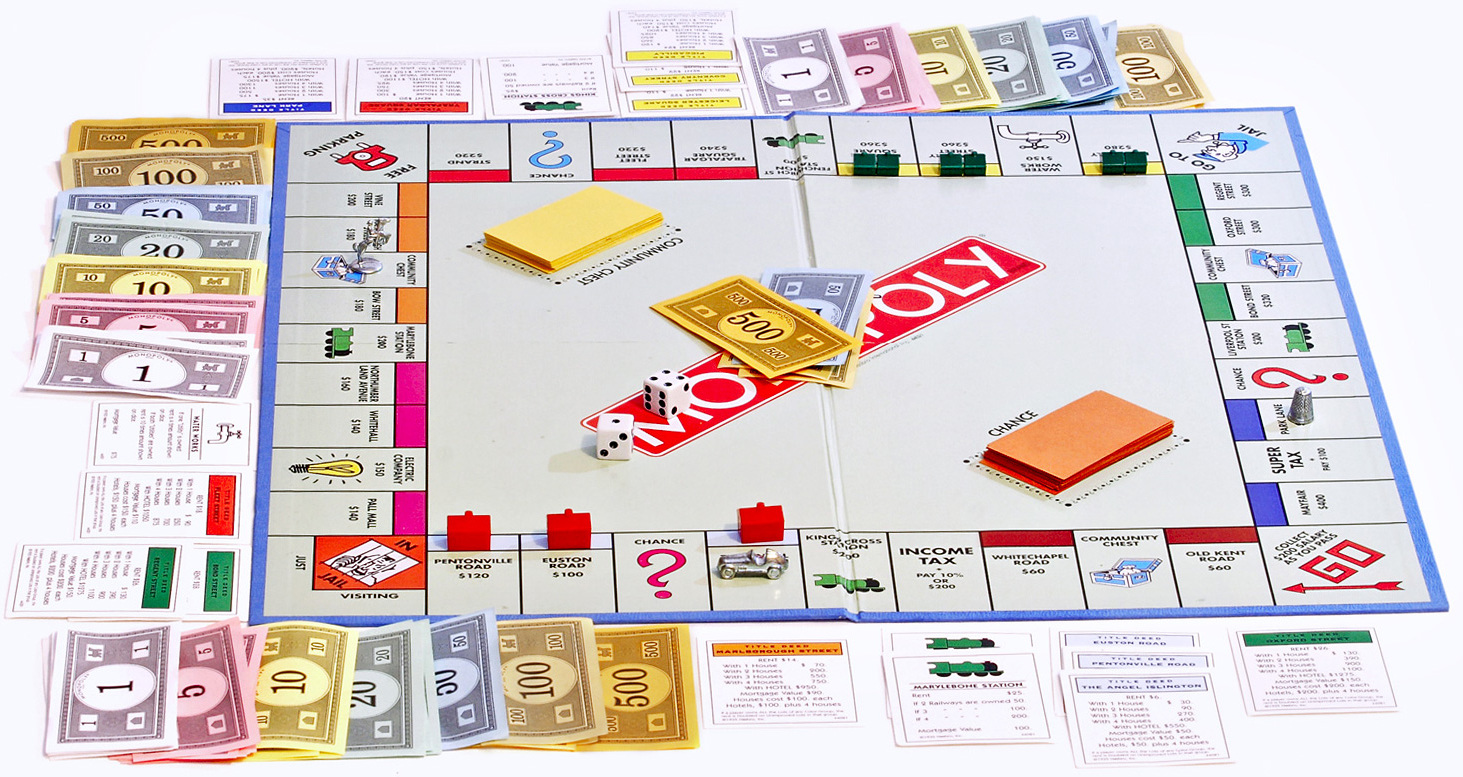
Monopoly

Jocul indian   Pachisi a fost adus în vest de către britanici în 1863 și  adaptat sub numele de  Parchees  în Statele Unite de către EG Selchow & Co în 1869.  O versiune a jocului numită Ludo a fost patentat în 1896. Un joc similar de marcă germană, Mensch ärgere dich nicht („Nu te enerva frate”), a devenit destul de popular printre  trupele germane în timpul primului război mondial . Un alt joc indian care a fost adoptat de Occident a fost Gyan chauper (aka Moksha Patam), cunoscut popular sub numele de "șerpi și scări" . Acesta a fost un joc care a fost destinat să predea lecții despre karma,   acțiuni bune și rele, scările reprezentau virtuți și  șerpii reprezenta viciile. Lecția morală a jocului a fost  ca aduce  eliberarea spirituală, sau Moksha, atinsa  printr-o acțiune virtuoasă, în timp ce viciul ducea la o reîncarnare nesfârșită. Jocul datează din India medievală . O versiune budistă, cunoscută sub denumirea de „creșterea nivelurilor [spirituale] (tibetan: sa gnon rnam bzhags ) era  jucată în Nepal și Tibet  , în timp ce o versiune musulmană a jocului  din  perioada mughal de la sfârșitul 17 sau începutul secolului 18   era cunoscuta ca  "cele 101 nume ale lui Dumnezeu".  Jocul a fost adus pentru prima dată în Anglia victoriană și a fost  lansat în Statele Unite ca Chutes and Ladders(o „nouă versiune îmbunătățită a celebrului sport interior din Anglia”) de către pionierul jocului Milton Bradley în 1943.

Primul joc de masă pentru care este cunoscut numele designerului său este „A Journey Through Europe or the Play of Geography”, un joc bazat pe hartă publicat în 1759 de John Jefferys , profesor de Geografie . Proiectat în Anglia de George Fox în 1800, The Mansion of Happinessa devenit prototipul jocurilor de masă comerciale pentru cel puțin două secole care urmează. Primul joc de masă publicat în Statele Unite a fost „Traveller's Tour Through the United States”, publicat de librăria New York City F. Lockwood în 1822. Primele jocuri de masă publicate în Statele Unite s-au bazat pe moralitatea creștină și au inclus The Mansion of Fericirea (1843) și Jocul papei sau păgânilor sau Asediul cetății satanei de către armata creștină (1844). În timp ce demonstra viabilitatea comercială a vechiului format al jocului de rasă, detaliile sale moraliste au fost contracarate de Milton Bradley în 1860 cu introducerea unui concept radical diferit de succes în The Checkered Game of Life., în care succesele materiale au apărut ca urmare a unor realizări precum frecventarea colegiului, căsătoria și îmbogățirea. La fel, Game of the Messenger Boy Boy (1886) s-a concentrat, de asemenea, pe virtuțile capitaliste seculare, mai degrabă decât pe cele religioase.

The Game of the District Messenger Boy (1886) le-a adus ideea oamenilor saraci ca au sansa de a se imbogati, ca un băiat mesager sarac ar putea urca scara corporativă pentru a deveni președinte. 
Patentat pentru prima dată în 1904, The Landlord's Game , conceput de Elizabeth Magie, a fost inițial destinat să ilustreze consecințele economice ale Legii rentei economice a lui Ricardo și a conceptului Georgist al unui impozit unic pe valoarea terenului. O serie de jocuri de masă au fost dezvoltate din 1906 până în anii 1930 care au implicat cumpărarea și vânzarea de terenuri și dezvoltarea acelui teren. Până în 1933, un joc de masă a fost creat , fiind precursorul  jocului modern Monopoly creat de  către Frații Parker  in 1935.

O mișcare concentrată de design către jocul de tablă în stil german , sau Eurogame , a început la sfârșitul anilor '70 și începutul anilor '80 în Germania,  și a dus la dezvoltarea jocurilor de masă precum Carcassone , The Settlers of Catan , Agricola. 

### Jocuri de cărți
În timpul secolului al XV-lea , costumele de cărți au început să se apropie de stilurile regionale contemporane si au evoluat pentru a reprezenta redevența europeană. Jocurile de cărți europene timpurii au inclus Noddy , Triomphe , All Fours , Piquet , Basset , Hofamterspiel , Karnöffel și Primero . În 1674, Charles Cotton a publicat „Compleat Gamester”, una dintre primele cărți care a propus să contureze regulile pentru multe jocuri de cărți și zaruri. Pe la mijlocul secolului 16, comercianții portughezi au introdus cărți de joc în Japonia . Prima referire la douăzeci și unu , precursorul lui Blackjack se găsește într-o carte a autorului spaniol Miguel de Cervantes . Cervantes a fost un joc de noroc , iar personajele principale ale poveștii sale Rinconete și Cortadillo sunt trucurile pricepute să joace ventiuna (douăzeci și unu).
Jocul Cribbage pare să se fi dezvoltat la începutul secolului al XVII-lea, ca o adaptare a jocului de cărți Noddy anterior . Pinochle a fost probabil derivat din Bezique anterior , un joc popular în Franța în secolul al XVII-lea. În 1742 a apărut publicarea „Scurtului tratat asupra jocului de whist ” al lui Edmund Hoyle, care a devenit una dintre cele mai vândute publicații din secolul al XVIII-lea.  Whist a fost jucat pe scară largă în secolele 18 și 19,   evoluând de la jocul lui Trump (sau Ruff ) din secolul al XVI-lea, prin Ruff și Honors . 

Primul joc documentat de poker datează dintr-un vapor de pe râul Mississippi din 1833.   În timpul războiului civil american , jocul a fost popular în rândul soldaților  . Jocul modern al turneului a devenit popular în cazinourile americane după ce a început World Series of Poker (WSOP), în 1970.  Popularitatea Pokerului a cunoscut un vârf fără precedent la începutul secolului XXI, în mare parte din cauza introducerii pokerului online   . În 2009, Federația Internațională de Poker a fost fondată la Lausanne, Elveția , devenind organismul oficial de conducere pentru poker.
Primul joc de cărți de colectie  a fost „The Base Ball Game Game” produs de The Allegheny Card Co. și înregistrat la 4 aprilie 1904. Acesta conținea 104 cărți de baseball unice, cu atribute individuale ale jucătorului, tipărite pe cărți, permițând fiecărui colecționar să construiască o echipă și să joace  împotriva altei persoane.  Anii 1990 au înregistrat ascensiunea unor jocuri precum Magic: The Gathering și Pokémon Trading Card Game .

### Jocurile Dungeons and Dragons

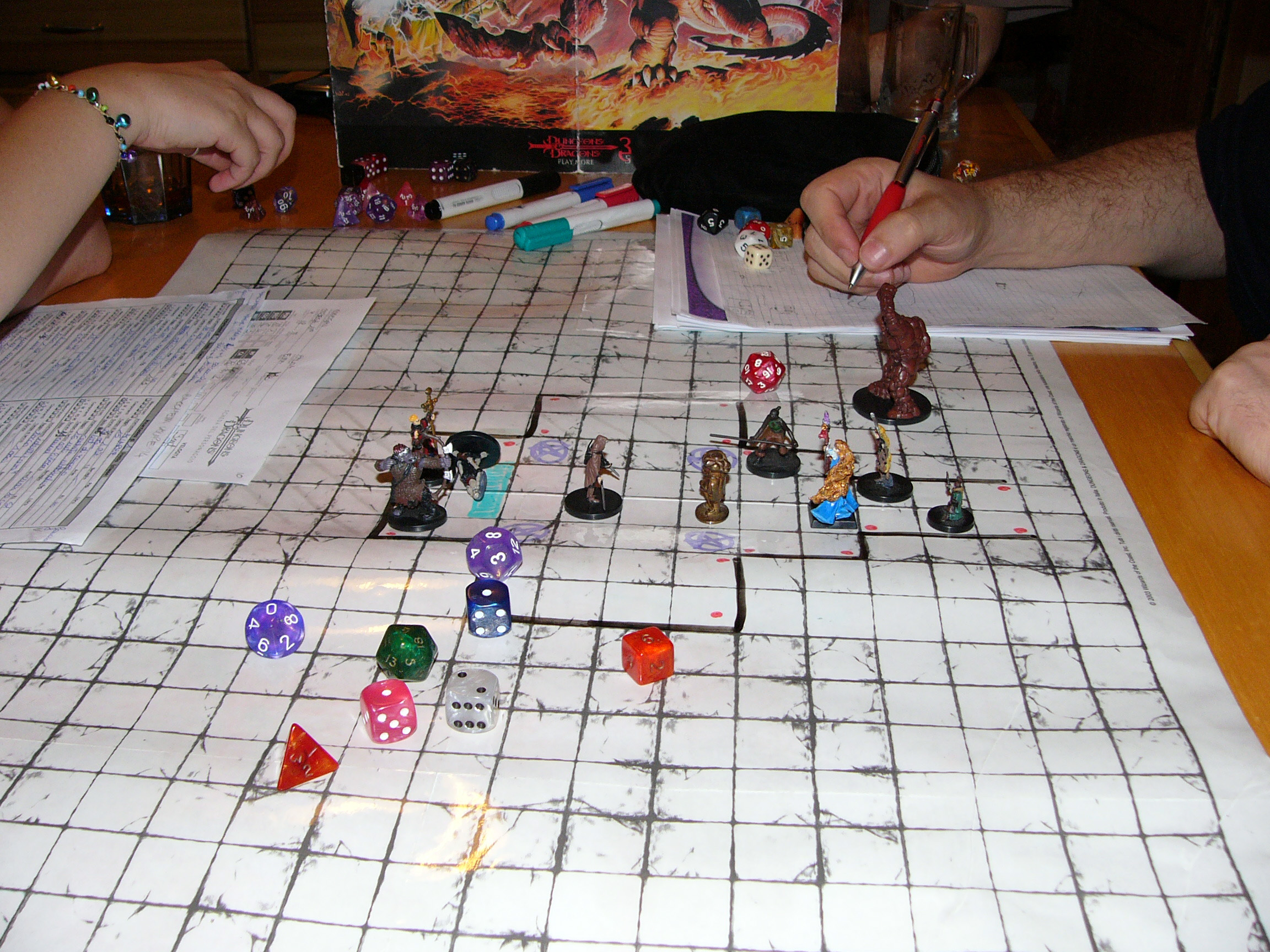
Dungeons and Dragons

Jocurile de rol timpuriu, precum cele realizate de MAR Barker și Greg Stafford, s-au dezvoltat din jocurile   în formă de miniatură. Gary Gygax de la societatea de război a Universității din Minnesota a dezvoltat un set de reguli pentru un  joc medieval târziu . Acest joc a fost numit Chainmail și a fost un joc istoric, dar edițiile ulterioare au inclus un apendice pentru adăugarea de elemente de fantezie, cum ar fi vrăji, vrăjitori și dragoni. Până în 1971, Dave Arneson a dezvoltat un joc în miniatură numit Blackmoor care conținea elemente care aveau să se răspândească în jocurile de fantezie: puncte de lovit , puncte de experiență, nivelurile de personaje, clasa de blindaj și crapele de temniță . Arneson și Gygax au cunoscut apoi și au colaborat la primul joc Dungeons & Dragons, care a fost lansat în 1974 de TSR-ul lui Gygax . Jocul a avut un mare succes și alte câteva jocuri, precum Science fiction RPG Traveller și sistemul generic GURPS au urmat în imitație. La sfârșitul anilor '70 TSR a lansat Advanced Dungeons & Dragons (AD&D), care a cunoscut o extindere a manualelor și adaosurilor. Anii 80 au văzut mai multe controverse despre Dungeons & Dragons, precum afirmațiile că jocul a promovat satanismul și vrăjitoria. Jocurile tradiționale de rol au stat la baza jocului video modern cu roluri 

### Jocuri video

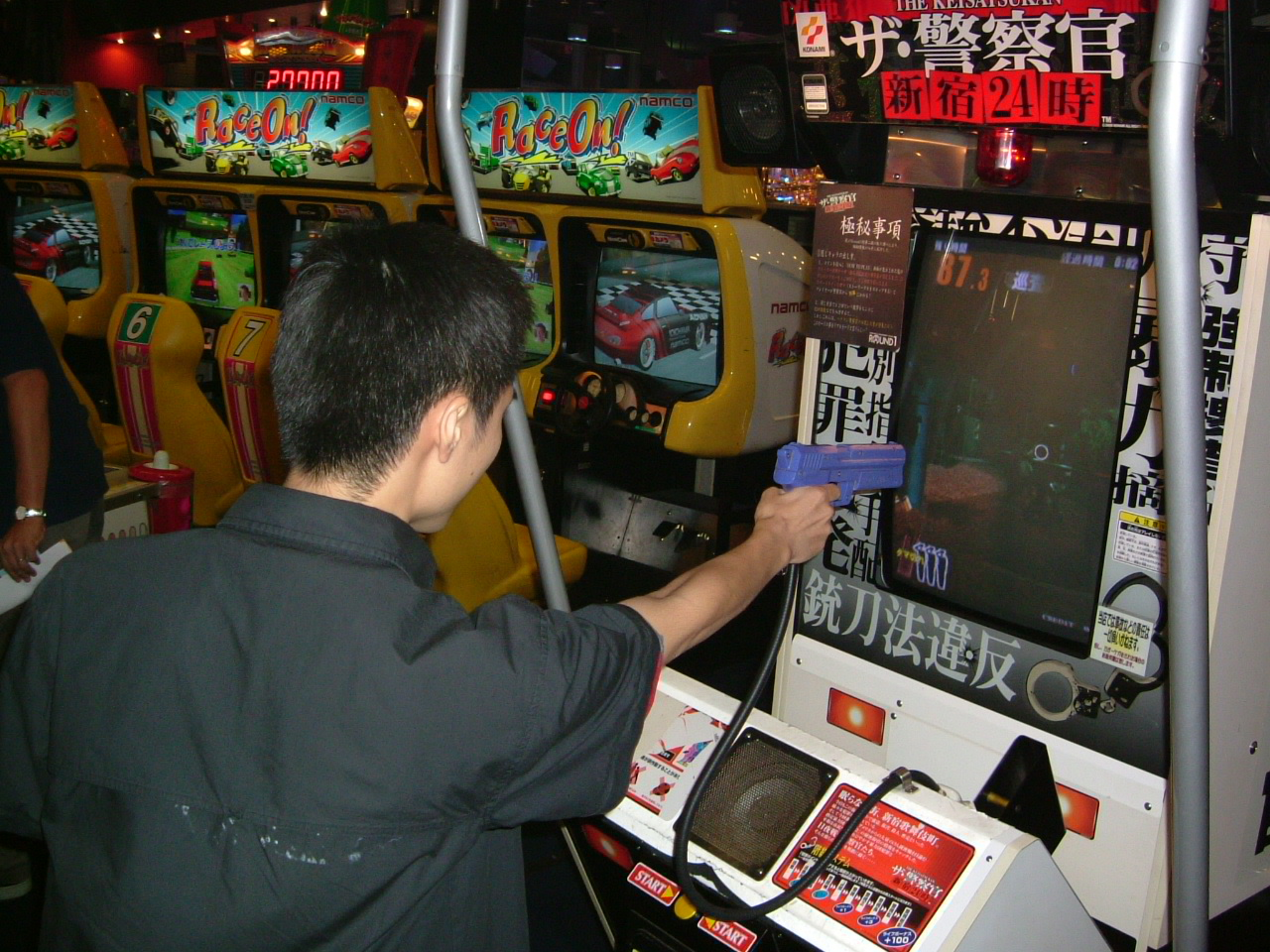
Arcade game

Cea mai veche referire la un joc pur electronic pare a fi o înregistrare a brevetelor din Statele Unite în 1947 pentru ceea ce a fost descris de inventatorii săi drept „ dispozitiv de distracție cu tuburi catodice ”.   În 1971, jocurile video arcade au început să fie oferite publicului pentru joacă. Prima consolă de jocuri video de acasă , Magnavox Odyssey , a fost lansată în 1972.  
Epoca de aur a jocurilor video arcade a început în 1978 și a continuat până la mijlocul anilor 1980. O a doua generație de console de jocuri video , lansată între 1977 și 1983, a cunoscut o popularitate sporită ca urmare a acestui fapt, deși în cele din urmă aceasta s-a încheiat brusc cu prăbușirea jocurilor video din America de Nord din 1983 . Industria jocurilor video de acasă a fost în cele din urmă revitalizată odată cu a treia generație de console de jocuri în următorii câțiva ani, ceea ce a înregistrat o schimbare în dominația industriei jocurilor video din Statele Unite ale Americii în Japonia . Această perioadă același timp , a văzut apariția jocului pe  calculatorul personal , aparitia de jocuri online și introducerea de jocuri electronice  portabile .